# Caiophora hibiscifolia
Caiophora hibiscifolia là một loài thực vật có hoa trong họ Loasaceae. Loài này được (Griseb.) Urb. & Gilg mô tả khoa học đầu tiên năm 1894.